# Technischer Beratungsdienst
Der Technische Beratungsdienst bildet einen der Fachdienste der Integrationsämter. 

## Überblick
Er berät Arbeitgeber, schwerbehinderte Menschen und das betriebliche Integrationsteam sowie andere, mit der Teilhabe schwerbehinderter Menschen am Arbeitsleben befasste Personen, in technisch-organisatorischen und ergonomischen Fragen der Beschäftigung sowie bei der Herstellung der Barrierefreiheit. Er unterstützt sie durch die Erarbeitung von konkreten Lösungsvorschlägen.

## Aufgaben
Der Technische Beratungsdienst hat im Wesentlichen die Aufgabe,
- behinderungsgerechte Arbeitsplätze in Betrieben und Dienststellen zu ermitteln,
- Arbeitsplätze und Arbeitsumfeld durch Vorschläge zu technischen, organisatorischen und ergonomischen Maßnahmen (wie Umgestaltung des Arbeitsplatzes oder Einsatz technischer Arbeitshilfen) an die Bedürfnisse des schwerbehinderten Mitarbeiters anzupassen,
- bei der Schaffung neuer Arbeitsplätze für schwerbehinderte Menschen mitzuwirken, die eingestellt oder die innerbetrieblich umgesetzt werden,
- schwerbehinderte Menschen bei der behinderungsgerechten baulichen Gestaltung ihrer Wohnungen (Wohnungshilfen) und der behinderungsgerechten Ausstattung ihrer Kraftfahrzeuge (Kraftfahrzeughilfe) zu unterstützen sowie
- Seminare und Bildungsangebote für Schwerbehindertenvertretungen, Betriebs- und Personalräte, Inklusionsbeauftragte des Arbeitgebers und andere mit der Teilhabe schwerbehinderter Menschen am Arbeitsleben in den Betrieben und Dienststellen befasste Mitarbeiter durchzuführen.

Eine weitere Aufgabe ist die fachtechnische Beratung bei der Schaffung, Ausstattung und Modernisierung von Inklusionsbetrieben und Einrichtungen der Arbeits- und Berufsförderung behinderter Menschen, wie z. B. Werkstätten für behinderte Menschen. 
Im Kündigungsschutz nimmt der Technische Beratungsdienst fachtechnisch-gutachterlich zu Weiterbeschäftigungsmöglichkeiten Stellung, soweit dabei Fragen der Ergonomie, der Barrierefreiheit, der Arbeitsplatzeignung, -gestaltung und -schaffung, der beruflichen Qualifikationsanforderungen alternativer Arbeitsplätze (Umsetzung) usw. zu klären und entsprechende Maßnahmenvorschläge zu erarbeiten sind.

## Erforderliche Kenntnisse und Kooperation
Die weit gefächerte Tätigkeit der Technischen Beratungsdienstes erfordert neben dem ingenieurspezifischen Wissen Kenntnisse der Ergonomie, der Arbeitsmedizin und Arbeitspsychologie (vor allem über Art und Auswirkung von Behinderungen in Bezug auf den Arbeitseinsatz in körperlicher, geistiger und psychischer Hinsicht), ferner Kenntnisse der Arbeitssicherheit und der Betriebswirtschaft. Der Technische Beratungsdienst arbeitet nach QUASI, einem Handbuch zur Qualitätssicherung in Anlehnung an die DIN EN ISO 9001:2000. Er arbeitet eng mit dem betrieblichen Integrationsteam, den Fachkräften für Arbeitssicherheit und den Sicherheitsbeauftragten in den Betrieben und Dienststellen zusammen. 
Der Technische Fachdienst der Agenturen für Arbeit ist tätig u. a. in der Berufsberatung, der Ausbildungs- und Arbeitsvermittlung von schwerbehinderten Menschen und Rehabilitanden sowie bei der Prüfung der Voraussetzungen einer Gleichstellung.